# Kfar Eldad
Kfar Eldad (en hebreo – כפר אלדד ) es un asentamiento comunitario israelí, ubicado en Cisjordania, al sureste de Belén. Forma parte del Concejo regional Gush Etzion. Kfar Eldad está situado al sureste del Parque arqueológico del Herodión, a 530 m sobre el nivel del mar. El asentamiento fue establecido en 1994 como el campo temporal para el pueblo vecino Noqedim. Recibió su nombre en honor del profesor Israel Eldad, uno de los líderes de la organización terrorista judía Lehi.
En los últimos años se registra el aumento considerable de la población de Kfar Eldad. Este se explica en parte por la aparición de la nueva carretera que conecta los asentamientos del Gush Etzion oriental (conocido también como Bloque de Herodion) con el barrio de Jerusalén Har Homá (Homát Shmuel). Esta carretera acortó el camino a Jerusalén a 12 km (unos 10 minutos en coche).
La población de Kfar Eldad ahora [¿cuándo?] es unas 70 familias, y de 350 familias en 2024. Aproximadamente la mitad de los habitantes son inmigrantes de la ex-Unión Soviética (Rusia, Ucrania, Bielorrusia, Georgia, Letonia), hay también procedentes de los Estados Unidos, Reino Unido, Francia y Argentina). La segunda mitad son israelíes natos. Como otros asentamientos, ubicados al lado de Herodión, Kfar Eldad es una comunidad mixta, donde los judíos religiosos, tradicionales y laicos viven juntos en armonía.

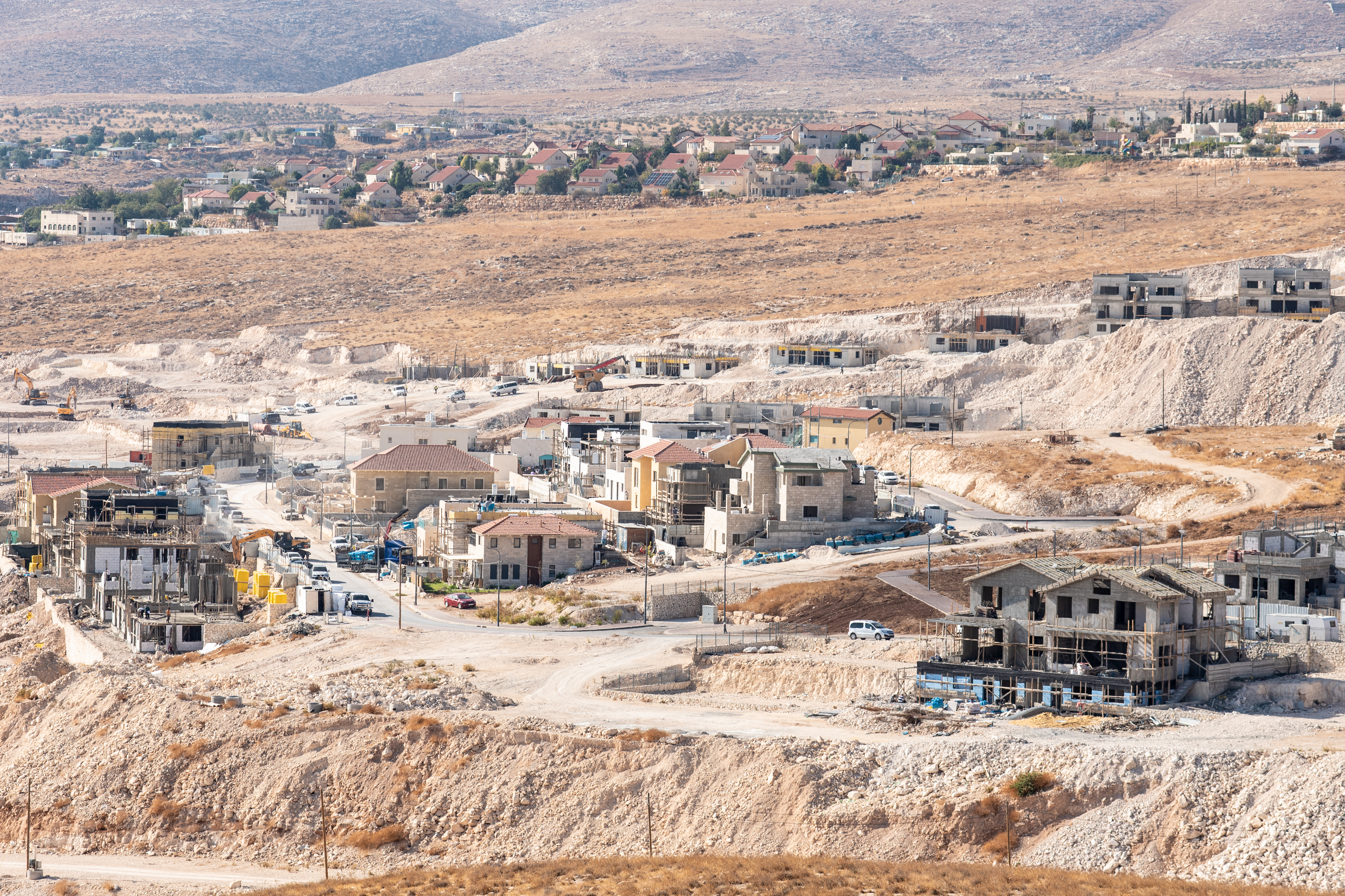
Nuevas casas en construcción en 2019.

La mayoría de los habitantes del asentamiento trabajan en Jerusalén. La parte esencial de ellos están ocupados en la esfera académica, muchos tienen títulos de doctor. La parte de los habitantes practican agricultura, principalmente la cría de ovejas y caballos.
En Kfar-Eldad vive el dirigente de la coalición gobernante del Knesset actual, Zeev Elkin.